# 谷舜媖
谷 舜媖（たに しゅんえい、女性、安永元年(1772年) - 天保3年5月16日（1832年6月14日））は、江戸時代後期の女流画家（文晁派）。名は志夫子、字を小香、舜媖は号、別号に秋香。谷文晁の実の妹であり、篆刻家の中田粲堂の妻。父は田安家家臣で漢詩で著名な谷麓谷、妹は谷紅藍。
画技を兄の谷文晁から習得し、山水画などを得意としたとされるが、現存作は極めて少ない。また琴を能くした。享年は61。

## 参考資料
- 展覧会図録 『江戸文化シリーズ11回 江戸の閨秀画家』 板橋区立美術館、1991年